# Naiara Beristain González
Naiara Beristain González (Getxo, Biscaia, 4 de gener de 1992) és una futbolista basca que milita a la Reial Societat de la Primera Divisió. Ha passat per les categories inferiors de la selecció espanyola.

## Trajectòria
Es va formar en les categories inferiors de l'Athletic Club, equip amb el qual va debutar a primera divisió. El 2012 va fitxar per la Reial Societat de Sant Sebastià, i el 2015 pel València CF, on va romandre una temporada abans de tornar a la Reial Societat.
També ha jugat a la selecció espanyola. Va participar en l'Europeu Sub 19 de 2011, en què va marcar un gol en el primer partit contra la selecció dels Països Baixos.
El 31 de juliol de 2018 la jugadora tornava a ser jugadora del València CF, sent presentada al Media Day organitzat pel club.